# مدرکه، عربستان
مدرکه (به عربی: مدرکة) یک منطقهٔ مسکونی در عربستان سعودی است که در استان مکه واقع شده‌است.